# Masacre del 22 de enero
La Masacre del 22 de enero o la Masacre de la Avenida Roosevelt fue una masacre ocurrida el domingo 22 de enero de 1967 en la intersección de la Avenida Roosevelt y la Cuarta Calle Suroeste de la ciudad de Managua (capital de Nicaragua), junto al costado este del edificio del Banco Nacional de Nicaragua (BNN) actual sede de la Asamblea Nacional. En ella efectivos de la Guardia Nacional (GN) dispararon sus fusiles semiautomáticos M1 Garand de fabricación estadounidense contra una manifestación de la coalición electoral Unión Nacional Opositora (UNO), la primera de este nombre, causando entre 100 y 200 muertos, según testigos. La protesta era contra el gobierno del Presidente de la República Lorenzo Guerrero Gutiérrez y el general Anastasio Somoza Debayle, candidato del oficialista Partido Liberal Nacionalista (PLN).

## Antecedentes

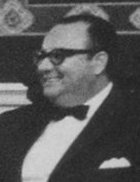
Anastasio Somoza Debayle, candidato presidencial del PLN.

En 1966, Pedro Joaquín Chamorro Cardenal (director del diario La Prensa) y Fernando Agüero Rocha fundaron una coalición de partidos políticos opuestos al somocismo Unión Nacional Opositora (UNO, que no se debe confundir con el partido UNO, de 1990, que se apropió del mismo nombre) formada por cinco partidos:
- el Partido Conservador de Nicaragua (PCN),
- el Partido Liberal Independiente (PLI),
- el Partido Social Cristiano (PSC),
- el Partido Socialista Nicaragüense (PSN) y
- el Partido Comunista de Nicaragua (PC de N),

para las elecciones presidenciales del 5 de febrero de 1967 y derrotar al candidato del oficialista Partido Liberal Nacionalista (PLN), general Tacho Somoza Debayle, jefe director de la Guardia Nacional (excompañero de aula de Chamorro en el Instituto Pedagógico La Salle de Managua, de los Hermanos de las Escuelas Cristianas).
El candidato presidencial de la UNO era Fernando Agüero Rocha, conservador, por lo tanto Pedro Joaquín Chamorro Cardenal usó La Prensa como medio de propaganda de la coalición, pues era el coordinador de la UNO.
Los lemas eran: «¡Basta ya!», «No más Somoza en el poder», «Pinolero, pinolero votá por Agüero» y «Aunque con Fernando no ando por Agüero muero». Los discursos y los gestos de Agüero atraían a todas las clases sociales del pueblo.

## La manifestación y la masacre del 22 de enero

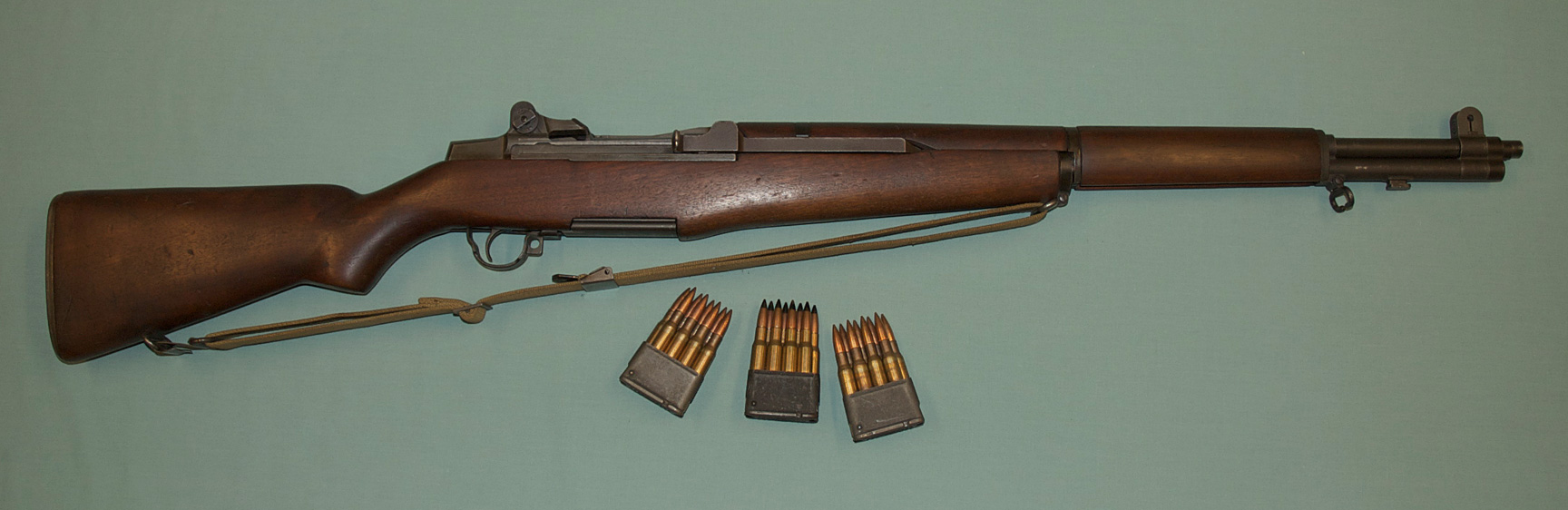
Fusil semiautomático M1 Garand estadounidense usado en la masacre.

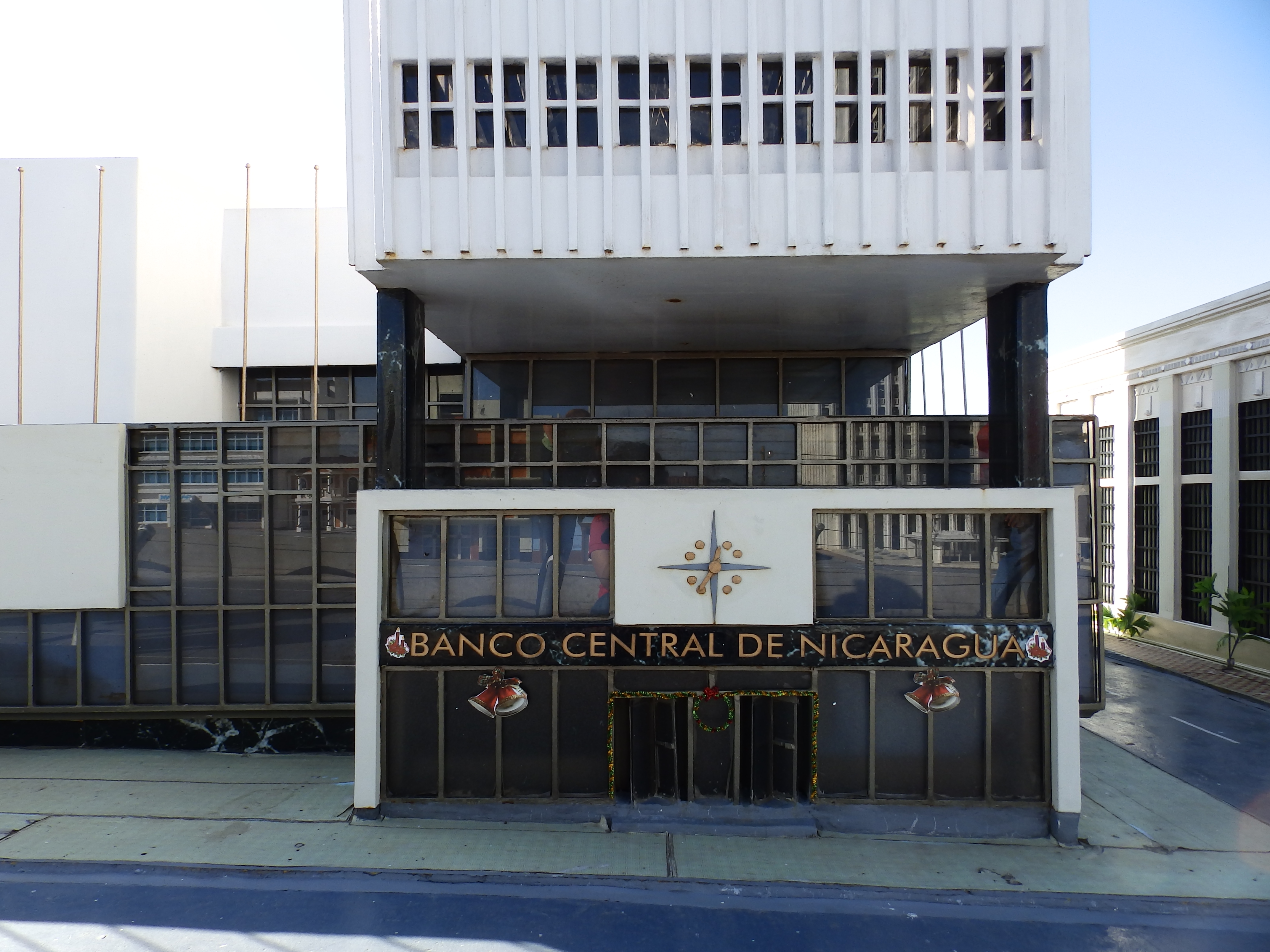
Maqueta del Paseo Xolotlán, que representa al antiguo edificio del Banco Central de Nicaragua, dañado por el terremoto de 1972 y parcialmente demolido, tras el cual se parapetaron los soldados de la Guardia Nacional después de iniciar la masacre.

Las radios opositoras "la corporacion" y La Prensa convocaron a una manifestación en la Plaza de la República en Managua el domingo 22 de enero de 1967.
Ese día se efectuó la pequeña manifestación de la UNO en dicha plaza, cerca de las 5 de la tarde Chamorro instó a la muchedumbre a marchar hacia la Casa Presidencial de la Loma de Tiscapa, y atacar a los Guardias Nacionales pues Somoza estaba en León, por la Avenida Roosevelt. Dicha avenida se llama así en honor del presidente de los Estados Unidos Franklin D. Roosevelt desde 1945. La protesta era contra el presidente de Nicaragua Lorenzo Guerrero Gutiérrez (el 3 de agosto del año anterior había fallecido por un infarto cardíaco su predecesor René Schick Gutiérrez) y contra el general Anastasio Somoza Debayle. En la esquina del edificio del Banco Nacional de Nicaragua (BNN) (hoy es la Asamblea Nacional de Nicaragua) se detuvieron ante un pelotón de soldados de la GN; el teniente Sixto Pineda Castellón se subió desarmado encima de un camión de los bomberos del Aeropuerto Internacional Las Mercedes (actual Aeropuerto Internacional Augusto C. Sandino), para preparar las mangueras y usarlas lanzando chorros de agua contra la poca gente
En ese momento sonó un disparo, realizado por un francotirador. Más tarde sería identificado plenamente por el servicio de inteligencia de la Guardia Nacional como David Tejada Peralta (exteniente de la Guardia Nacional y militante del FSLN) ubicado entre las ramas de los árboles de laurel de la India de la acera del Banco Nacional de Nicaragua. Este asesinato fue la señal para que los criminales que usando a los manifestantes como escudos abrieran fuego contra los Guardias Nacionales quienes se defendieron, desatándose una balacera entre los atacantes y la guardia. Esta también tuvo otros 6 muertos. El doctor Julio Ignacio Cardoze, quien años más tarde sería viceministro del Trabajo en el gobierno del general Anastasio Tacho Somoza, andaba allí no vio a nadie armado en la manifestación (pero la guardia si recibió los disparos de estos) y le fue a avisar a Chamorro, Agüero, Manolo Morales Peralta, etc quienes estaban a 5 cuadras al norte de la cabeza de la manifestación, sentados en la acera del Edificio Carlos, frente al costado este del Almacén Carlos Cardenal.
Pero no se descarta que había exaltados armados entre la gente (ya existía la guerrilla del Frente Sandinista de Liberación Nacional apoyada por la prensa y la UNO el FSLN, fundado en 1961 por Fidel Castro y armados por la Unión Soviética con su jefe Carlos Fonseca Amador, para combatir al gobierno de Somoza). Los guardias abrieron fuego con sus fusiles semiautomáticos M1 Garand calibre 7,62 x 63 milímetros, primero desde la mencionada avenida y después parapetándose detrás del edificio del Banco Central de Nicaragua (BCN) ubicado frente al costado sur del BNN; hubo entre 100 y 200 muertos según la cruz roja, los dirigentes de la UNO se refugiaron en el Gran Hotel (actual Centro Cultural Managua) situado a 2 cuadras al norte de donde ellos estaban antes, por lo que un tanque Sherman (mandada por el General Iván Allegret) cañoneó a ese edificio. Se evitó la entrada de los miembros de la GN por la mediación de la Embajada de los Estados Unidos.
Al día siguiente, lunes 23 de enero de 1967, Pedro Joaquín fue detenido. También estuvieron detenidos
- Herty Lewites (futuro alcalde de Managua entre 2001 y 2005 por el Frente Sandinista de Liberación Nacional –FSLN– y posterior precandidato por el Movimiento Renovador Sandinista –MRS–).
- Edén Pastora (capturado ese mismo día al venir a Managua desde Matagalpa.)
- Carlos Guadamuz Portillo (periodista y empresario radial, amigo íntimo de Daniel Ortega)
- Samuel Santos López (futuro alcalde Managua en los años 1980 y canciller de Nicaragua desde 2007).
- Los hermanos Sergio y Danilo Aguirre Solís.
- Otros 23 líderes de la UNO.

Ellos fueron detenidos y presos en la cárcel El Hormiguero.
Agüero, en cambio, pudo continuar en campaña.

## Consecuencias de los sucesos
Dos semanas más tarde, el domingo 5 de febrero de 1967, el pueblo nicaragüense votó y ganó el general Anastasio Tachito Somoza Debayle (del oficialista Partido Liberal Nacionalista, PLN), y perdió Fernando Agüero Rocha. Somoza asumió el poder el 1 de mayo de 1967.
El diario La Prensa sufrió un saqueo por parte de la Guardia Nacional desde el 22 de enero de 1967 y no fue sino hasta el 3 de febrero que circuló (debido a un recurso de amparo que doña Margarita Cardenal viuda de Chamorro, madre de Chamorro Cardenal, interpuso a la Corte Suprema de Justicia contra el Comandante de Policía Coronel Ernesto Rugama denunciando que las pérdidas de materiales y dinero en sus instalaciones ascendieron a 100.000 córdobas. Los 31 presos (incluido Pastora) fueron liberados por una amnistía/impunidad del Congreso Nacional el 4 de marzo. El 28 de marzo de 1971 Agüero firmó un pacto con Somoza en la Sala Mayor del Teatro Nacional Rubén Darío para ser miembro de la Junta Nacional de Gobierno (JNG) en el periodo del 1 de mayo de 1972 al 1 de diciembre de 1974 y permitir la reelección de Tacho para su segundo periodo en la presidencia, totalmente legal según la Constitución vigente, pero por lo que fue considerado un traidor por un sector de su partido. En 1973 renunció a la JNG sustituyéndolo Edmundo Paguaga Irías.
Chamorro moriría asesinado 11 años después el 10 de enero de 1978, hecho que desató la insurrección popular para derrocar a Anastasio Tacho Somoza Debayle hasta el 19 de julio de 1979 día del triunfo de la Revolución Sandinista. La UNO desapareció como tal ese mismo año 1967 y no resurgiría hasta 1989 con el mismo nombre y las mismas siglas para derrotar por primera vez al gobernante Daniel Ortega Saavedra (del FSLN) en las elecciones del 25 de febrero de 1990 gracias a la presión militar de "La Contra" y la ayuda del presidente Ronald Reagan. La nueva UNO estaba compuesta por partidos entre liberales, conservadores, democrátacristianos, socialcristianos, socialdemócratas, socialistas y comunistas para llevar al poder a la viuda de Chamorro, doña Violeta Barrios de Chamorro, quien tomó posesión del poder el 25 de abril de ese mismo año.
El pueblo nicaragüense volvió a votar, esta vez haciendo ganar a la UNO.

## Consideraciones sobre la masacre
Hasta hoy no se sabe el número exacto de muertos de la Masacre de la Avenida Roosevelt, pero se calcula que hubo entre 1000 y 1500 víctimas; no se sabe el nombre del francotirador que disparó su arma contra el teniente Sixto Pineda Castellón. Asimismo había otros tiradores, ubicados en la azotea del Club Terraza, que hirieron a otros guardias y posteriormente en esa esquina del edificio del Banco Nacional de Nicaragua se colocó una placa conmemorativa con los nombres de Pineda y de los otros guardias muertos, la cual fue arrancada 12 años después con la caída del gobierno de Anastasio Somoza Debayle el 19 de julio de 1979; al instalarse el Consejo de Estado en dicho edificio, en 1980, se le puso el nombre de "Edificio Héroes y Mártires del 22 de enero de 1967" y en 1985 se instaló allí mismo la Asamblea Nacional (AN), pero nadie le dice así al edificio cuya fachada principal, que da a esa esquina, aparece en el reverso de los billetes de 500 córdobas (al anverso está la efigie de Benjamín Zeledón). Hasta el día de hoy ni la Asamblea Nacional, ni el Gobierno nacional ni la alcaldía de Managua han colocado algún monumento o placa que conmemore a los muertos de la masacre.
La matanza puede ser comparada con otras masacres que se han dado en todo el mundo, tales como:
- la Masacre de Napalpí; matanza de más de 200 indígenas de las tribus Qom y Mocoví (a manos de la policía chaqueña y demás grupos estancieros). Acaecida el 19 de julio de 1924 en la Colonia Aborigen Napalpí, Provincia del Chaco, Argentina (ocurrida hace 100 años).
- el Bombardeo de la Plaza de Mayo en Buenos Aires, Argentina, el 16 de junio de 1955, cuando aviones de la Armada Argentina bombardearon y ametrallaron a la multitud que se encontraba reunida sobre la Plaza de mayo; si bien los muertos se estiman entre 300 y 400 no hay números exactos de muertos (70 años después de ocurrida).
- la Masacre de Tlatelolco contra estudiantes en la Ciudad de México (México), el 2 de octubre de 1968; se desconoce el número exacto de muertos (56 años después de ocurrida).
- la Matanza del Jueves de Corpus, en la Ciudad de México, el 10 de junio de 1971; se desconoce el número exacto de muertos (54 años después de ocurrida).
- la Masacre de Ezeiza en Argentina el 20 de junio  de 1973, cuando grupos paramilitares del sector derechista del peronismo asesinaron a balazos a militantes de la Juventud Peronista, Montoneros, y las Fuerzas Armadas Revolucionarias (FAR); no hay números oficiales de muertos (52 años después de ocurrida).
- la Masacre de Tiananmén en Pekín (China), el 4 de junio de 1989 en la que el Ejército chino asesinó a varios manifestantes anticomunistas; se desconoce el número exacto de muertos (36 años después de ocurrida).